# العلاقات الأمريكية الليتوانية
العلاقات الأمريكية الليتوانية هي العلاقات الثنائية التي تجمع بين الولايات المتحدة وليتوانيا.

## مقارنة بين البلدين
هذه مقارنة عامة ومرجعية للدولتين:
| وجه المقارنة                                              | الولايات المتحدة                                                                                                  | ليتوانيا                                                    |
| --------------------------------------------------------- | --- | ----------------------------------------------------------- |
| المساحة (كم2)                                             | 9.83 مليون | 65.30 ألف                                                   |
| عدد السكان (نسمة)                                         | 311.58 مليون | 2.79 مليون                                                  |
| الكثافة السكانية (ن./كم²)                                 | 31.7 | 42.73                                                       |
| العاصمة                                                   | واشنطن العاصمة | فيلنيوس، كاوناس                                             |
| اللغة الرسمية                                             | لغة إنجليزية | اللغة الليتوانية                                            |
| العملة                                                    | دولار أمريكي | ليتاس ليتواني، يورو                                         |
| الناتج المحلي الإجمالي (بليون دولار)                      | 19.39 تريليون | 47.17 مليار                                                 |
| الناتج المحلي الإجمالي (تعادل القوة الشرائية) بليون دولار | 18.04 تريليون | 84.06 مليار                                                 |
| الناتج المحلي الإجمالي الاسمي للفرد دولار أمريكي          | 56.12 ألف | 14.15 ألف                                                   |
| الناتج المحلي الإجمالي للفرد دولار أمريكي                 | 54.63 ألف | 27.69 ألف                                                   |
| مؤشر التنمية البشرية                                      | 0.920 | 0.839                                                       |
| رمز المكالمات الدولي                                      | +1 | +370                                                        |
| رمز الإنترنت                                              | .us، حكومة، .mil، Edu.                                                                                            | .lt                                                         |
| المنطقة الزمنية                                           | توقيت ساموا الأمريكية، توقيت أطلنطي موحد، منطقة زمنية وسطى، توقيت ألاسكا ‏، المنطقة الزمنية الجبلية، توقيت تشامرو ‏ | ت ع م+02:00، ت ع م+03:00، أوروبا/فيلنيوس ‏، توقيت شرق أوروبا |

## مدن متوأمة
في ما يلي قائمة باتفاقيات التوأمة بين مدن أمريكية وليتوانية:
- ترتبط شيكاغو مع فيلنيوس باتفاقية توأمة منذ 2004.[18][18][18][18]
- ترتبط روتشستر مع أليتس باتفاقية توأمة منذ 1964.
- ترتبط لوس أنجلوس مع كاوناس باتفاقية توأمة منذ 1991.[19][19][19][19]
- ترتبط أوماها مع شياولياي باتفاقية توأمة منذ 1992.
- ترتبط ماديسون مع فيلنيوس باتفاقية توأمة منذ 1987.
- ترتبط كليفلاند مع كلايبيدا باتفاقية توأمة منذ 1975.

## منظمات دولية مشتركة
يشترك البلدان في عضوية مجموعة من المنظمات الدولية، منها:
| علم المنظمة | اسم المنظمة                               | تاريخ انضمام الولايات المتحدة | تاريخ انضمام ليتوانيا |
| ----------- | ----------------------------------------- | ----------------------------- | --------------------- |
|             | وكالة ضمان الاستثمار متعدد الأطراف        | 12 أبريل 1988                 | 8 يونيو 1993          |
|             | الاتحاد الدولي للاتصالات                  | 1 يوليو 1908                  | 1 يوليو 1923          |
|             | يونسكو                                    | 4 نوفمبر 1946                 | 7 أكتوبر 1991         |
|             | الأمم المتحدة                             | 24 أكتوبر 1945                | 17 سبتمبر 1991        |
|             | مؤسسة التمويل الدولية                     | 20 يوليو 1956                 | 15 يناير 1993         |
|             | منظمة الشرطة الجنائية الدولية             | ?                             | ?                     |
|             | مركز تنسيق الحركة في أوروبا ‏              | ?                             | ?                     |
|             | الاتحاد البريدي العالمي                   | ?                             | ?                     |
|             | منظمة حظر الأسلحة الكيميائية              | ?                             | ?                     |
|             | Strategic Airlift Capability ‏             | ?                             | ?                     |
|             | اتفاقية السماوات المفتوحة                 | ?                             | ?                     |
|             | منظمة التجارة العالمية                    | ?                             | ?                     |
|             | منظمة الأمن والتعاون في أوروبا            | 25 يونيو 1973                 | 10 سبتمبر 1991        |
|             | مجموعة الموردين النوويين                  | ?                             | ?                     |
|             | منظمة التعاون الاقتصادي والتنمية          | ?                             | 5 يوليو 2018          |
|             | المركز الدولي لتسوية المنازعات الاستشارية | 14 أكتوبر 1966                | 5 أغسطس 1992          |
|             | البنك الدولي للإنشاء والتعمير             | 27 ديسمبر 1945                | 6 يوليو 1992          |
|             | مؤسسة التنمية الدولية                     | 24 سبتمبر 1960                | 23 سبتمبر 2011        |
|             | حلف شمال الأطلسي                          | 4 أبريل 1949                  | 29 مارس 2004          |

## أعلام
هذه قائمة لبعض الشخصيات التي تربطها علاقات بالبلدين:
- أماندا بينز (ممثلة أمريكية، 3 أبريل 1986[31][32] – )
- أنتوني كيديس (مغني أمريكي، 1 نوفمبر 1962 – )
- تشارلز برونسون (3 نوفمبر 1921 – 30 أغسطس 2003[33][34][35])
- تشيسلاف ميلوش (30 يونيو 1911[36][37][38] – 14 أغسطس 2004[36][37][38])
- جورج روميرو (4 فبراير 1940[39][40][41] – 16 يوليو 2017[39][41])
- جون ك. رايلي (ممثل أمريكي، 24 مايو 1965[42][43][44] – )
- جون كوربيت (9 مايو 1961[45] – )
- جيسون سوديكس (18 سبتمبر 1975[46] – )
- دون ريكلز (8 مايو 1926 – 6 أبريل 2017)
- روبرت زيميكس (14 مايو 1952[47][48] – )
- روبرت شيلر (عالم اقتصاد أمريكي، 29 مارس 1946[49] – )
- زيدروناس إيلجوسكاس (5 يونيو 1975 – )
- فالداس أدامكوس (سياسي أمريكي، 3 نوفمبر 1926[50][51] – )
- فيتاس غيرولايتيس (لاعب كرة مضرب أمريكي، 26 يوليو 1954[52] – 17 سبتمبر 1994[52])
- هيلي بنيت (7 يناير 1988 – )

## وصلات خارجية
- موقع وزارة الخارجية الأمريكية
- موقع وزارة الخارجية الليتوانية